# Políptico de Santo António (Piero della Francesca)
O Políptico de Santo António é um conjunto de nove pinturas a óleo sobre madeira pintadas cerca de 1460-70 pelo pintor italiano do Quattrocento Piero della Francesca que constituía supostamente o elemento central do Retábulo da Igreja de S. António de Perúgia (desconhecida no presente) e que se encontra actualmente na Galeria Nacional da Úmbria nesta mesma cidade.
A obra foi iniciada pouco depois do regresso de Piero della Francesca de Roma, cerca de 1460, e completada cerca de 1470. O único registo documental relativo à encomenda da obra consta da última parcela do pagamento a Marco, irmão de Piero, que agia frequentemente como agente deste, de 15 fiorini em 21 de junho de 1468..
Tal como o Políptico da Misericórdia, é uma obra de composição arcaica, certamente a pedido dos clientes, com as figuras principais pintadas sobre um precioso fundo de ouro com um motivo que imita tecidos finos talvez inspirado em modelos ibéricos que o pintor possa ter visto durante a sua estada em Roma.
Decididamente inovadora e típica do estilo do artista é a Anunciação, a parte superior do Políptico, situada num claustro luminoso cuja visão ilusionista é considerada entre as expressões máximas de perspectiva da arte do Renascimento.

## Descrição e estilo
O Políptico engloba nove painéis havendo uma maior conjugação entre eles do que no Políptico da Misericórdia, designadamente por os santos estarem dispostos aos pares em vez de isoladamente sob o seu próprio arco. As colunas torcidas de gesso foram acrescentadas muito mais tarde. Não há uniformidade de estilo e qualidade dos vários compartimentos, estimando-se a participação de vários assistentes na realização do conjunto.
Extraordinariamente inovador é o espelhamento dos discos mais curtos das auréolas, onde estão refletidas as cabeças dos santos.

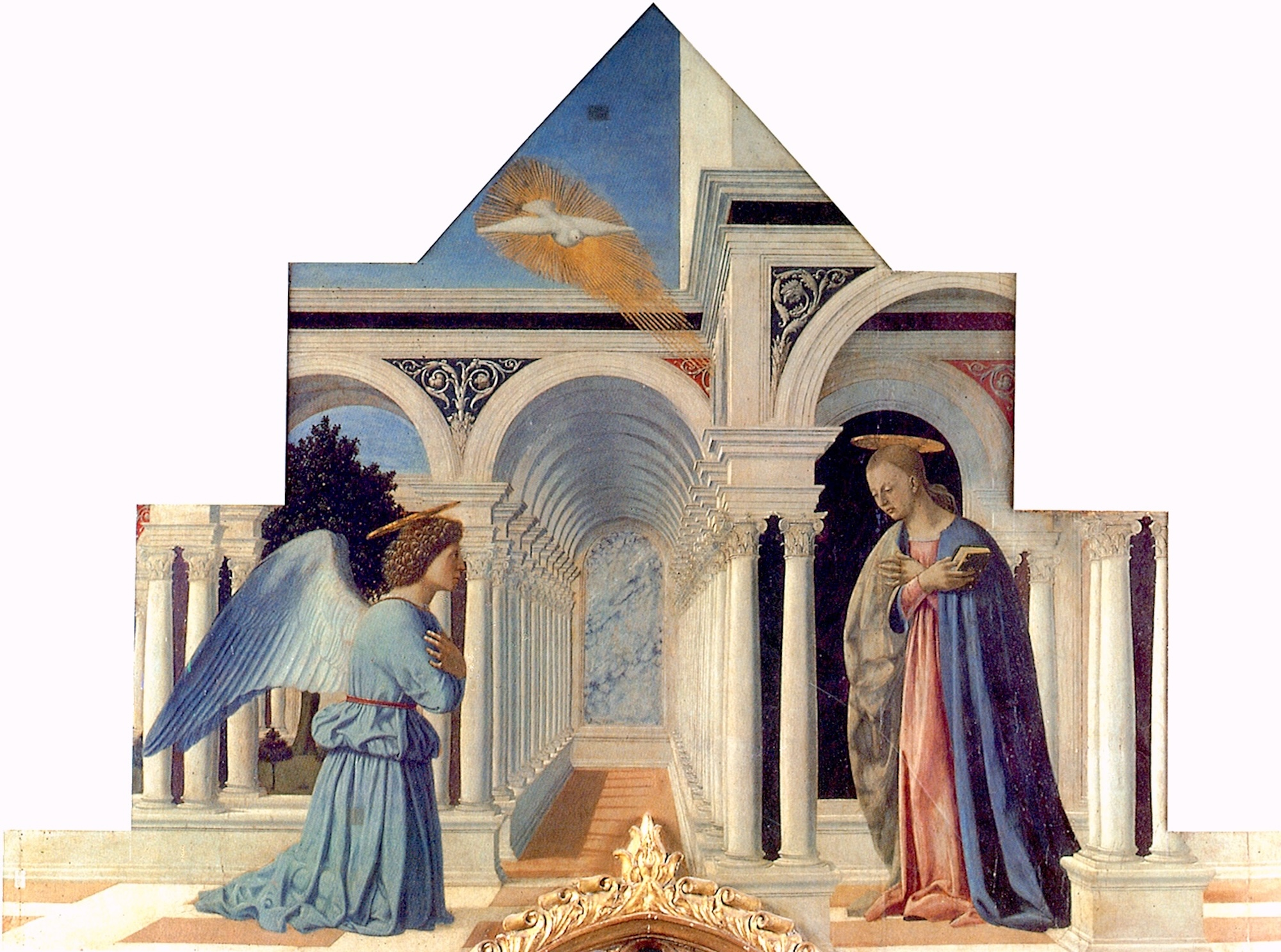
Anunciação

### AAnunciação
O topo do Políptico é ocupado pela extraordinária Anunciação que está enquadrada por uma loggia definida magnificamente em perspectiva. O Anjo está ajoelhado, à esquerda, e a Virgem Maria, à direita, de pé à entrada da loggia, havendo entre os dois os arcos de um dos corredores da loggia que se alonga para o ponto de fuga da perspectiva central criando uma profundidade perspéctica que atrai a visão do espectador. 
O momento é o da humiliatio da Virgem Maria quando aceita o encargo divino enquanto os raios da pomba do Espírito Santo colocada num quadrado de céu no canto superior esquerdo a iluminam. A colocação de Maria no espaço da cena foi muito complicada. A cabeça de Maria surge em frente do arco que a enquadra parecendo no exterior, mas de facto encontra-se na loggia; além disso, a reconstrução da cena arquitetónica da cena mostrou que na linha visual entre o Anjo e Maria há um arco, bastando observar o desenho do chão e a sua correspondência com as colunas. A cena também é inundada com uma luz sobrenatural, dirigida da esquerda para a direita, mas que absorve as sombras das colunas da galeria aberta no centro, que desaparecem no chão como pontas. A parte esquerda da cena mostra um jardim no interior de um claustro conventual, uma citação do hortus conclusus que simboliza a virgindade de Maria.

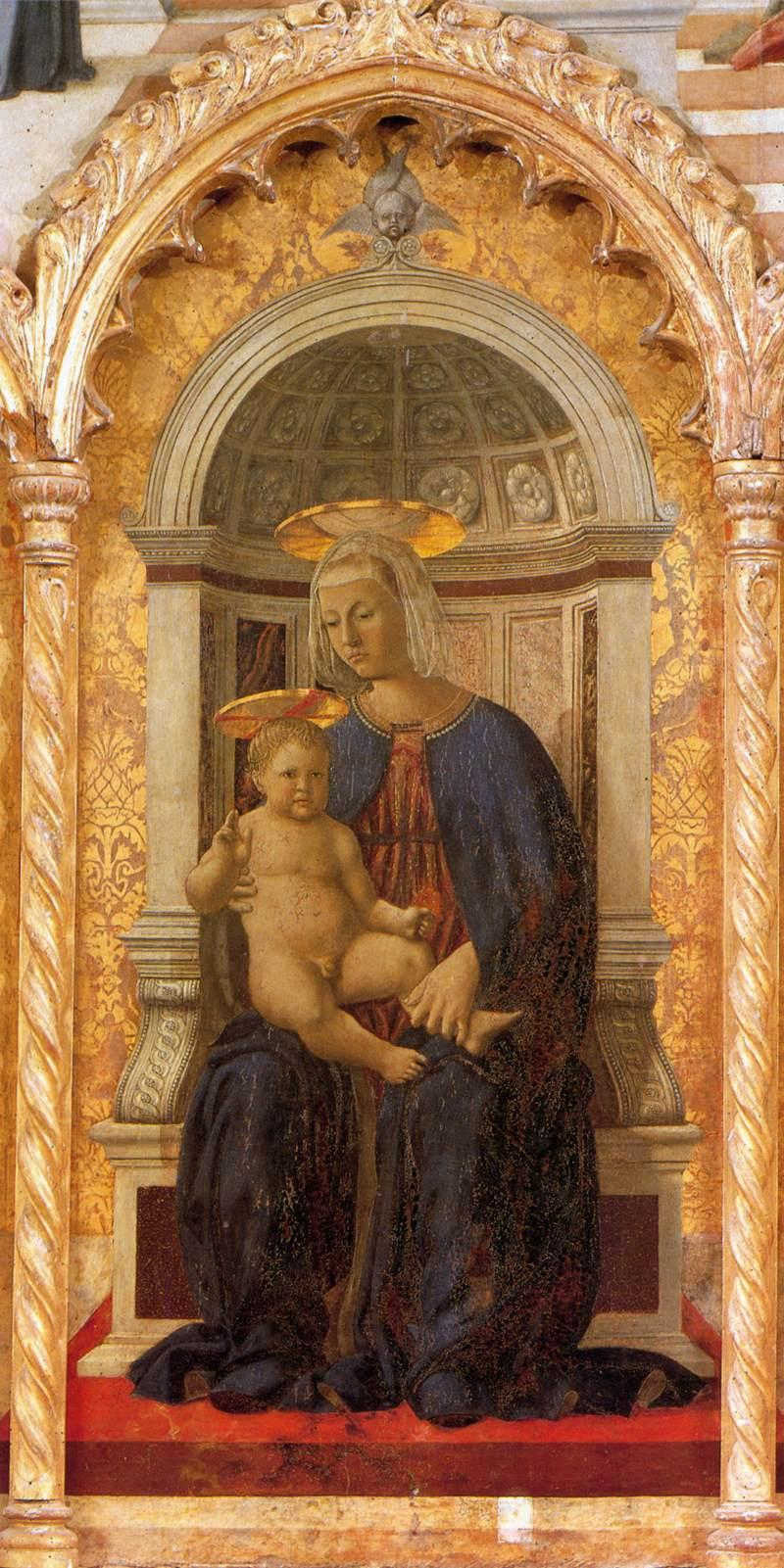
A Virgem e o Menino, com auréolas espelhadas

O salto estilístico entre a Anunciação e os painéis inferiores leva a admitir que possa ter sido acrescentada posteriormente.

### Os painéis centrais
O painel Virgem Maria com o Menino Jesus no trono representa-os sob um nicho de mármore com uma cúpula de caixotões similar à que constituirá o pano de fundo da Pala de Brera. O Menino Jesus dá a bênção com a mão direita e com a outra segura uma flor vermelha, uma prefiguração do sangue da Paixão. A posição da Virgem, ligeiramente curvada, e o corpo sólido do Menino Jesus parecem uma homenagem à arte de Masaccio, em particular à Virgem no trono com o Menino do Políptico de Pisa.
Em cada um dos painéis laterais há um par de santos de pé e descalços sobre o chão de mármore que tem continuidade no painel da Virgem. À esquerda, está o painel Santo António e São João Batista, sendo o primeiro reconhecível pelo hábito franciscano e pelo livro que lembra o seu domínio das Escrituras, e o segundo pelo cabelo eriçado, a barba, o manto de eremita no deserto, o bastão e o gesto a apontar para o Menino Jesus, como no Políptico da Misericórdia.
À direita está o painel de São Francisco de Assis e Santa Isabel da Hungria. Francisco mostra inequivocamente os estigmas e segura uma cruz encastoada de pedras como na Pala de Brera e Isabel, que foi filha de André II da Hungria, segundo a lenda costumava trazer pão escondido no regaço para dar aos necessitados, contrariando uma proibição paterna, até que foi descoberta por um guarda que a obrigou a mostrar o conteúdo do regaço, mas milagrosamente dele apenas saíram rosas.

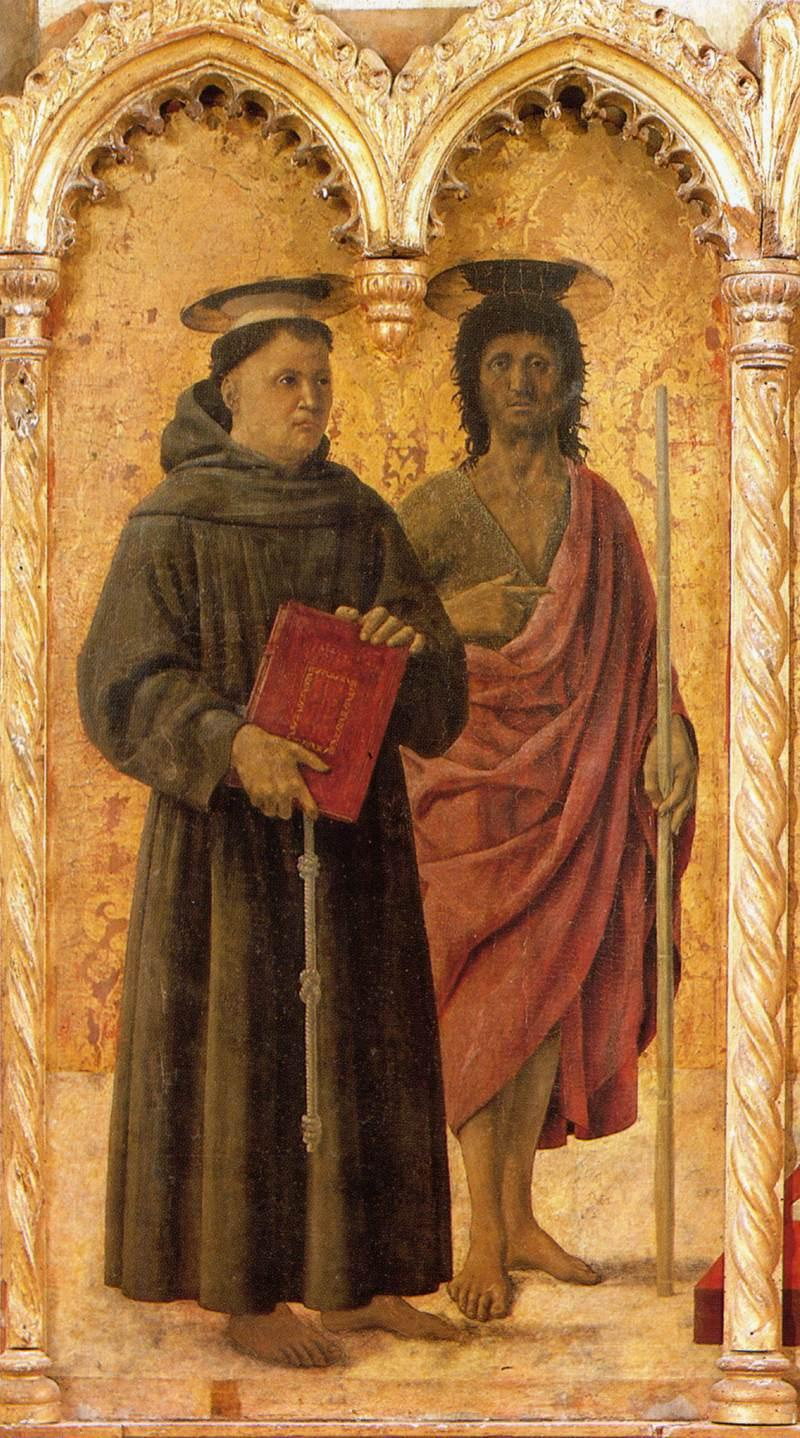
Santo António e São João Baptista

### Os medalhões
Sob os três painéis principais há outros tantos painéis com medalhões no centro, mas apenas os medalhões das extremidades estão pintados com os bustos de duas santas. À esquerda está Santa Clara representada com o hábito das Clarissas, o livro e o lírio da pureza, e à direita está Santa Ágata segurando um prato com os seios amputados no martírio simbolizado ainda pelo ramo de palmeira que segura na outro mão.

### A predela
Os três painéis da predela revestem-se de particular interesse, pois são os únicos painéis deste tipo que podem ser atribuídos a Piero della Francesca, embora com a ajuda de assistentes. A partir da esquerda, encontramos: Milagre de Santo António, São Francisco recebe os estigmas e Milagre de Santa Isabel da Hungria.
Em Milagre de Santo António (36x49 cm), a cena decorre num ambiente interior onde ,António acompanhado por outro franciscano, com suas orações devolve a vida a um menino morto, na presença da mãe desesperada deste. O ambiente fechado e delimitado é típico da arte italiana já utilizado, por exemplo, por Fra Angelico no quarto da Cura do diácono Justiniano, embora o uso da luz seja com Piero mais articulado, com uma abertura invisível da esquerda que ilumina metade da cena. Também digna de nota é a natureza morta do armário, pequena mas cuidada, como na futura Virgem de Senigallia, com dois pilares com capitéis esculpidos, um pote e uma garrafa bojuda de vidro.
Estigmas de S. Francisco (36x51 cm) é talvez o mais interessante dos três painéis pelo ambiente noturno insólito que Piero já havia aplicado antes no afresco Sono de Constantino em Arezzo. Se a composição é de fato bastante convencional, derivada de Giotto, a cena  redime-se no jogo de luz e sombras nocturnas, tão raras na arte do início do Renascimento mesmo em artistas tecnicamente capacitados.
A cena do painel da direita, Milagre de Santa Isabel (39x49 cm), está situada num largo de uma povoação, onde existe um poço do qual caiu uma parte do muro arrastando na queda uma criança, que provavelmente vive na casa oposta, como sugerido pela porta semi-aberta. Dois personagens ajudam a contextualizar a cena: uma mulher que olha para o fundo do poço e um homem que chega com um gancho preso a uma corda. A mãe da criança caída está ajoelhada a rezar a Santa Isabel que aparece no canto superior direito suportada numa nuvem, que por milagre permite o resgate da criança que aparece em primeiro plano ajoelhada a agradecer à Santa.
Predela do Políptico de Santo António